# Nedopёsok Napoleon III
Nedopёsok Napoleon III (Недопёсок Наполеон III) è un film del 1978 diretto da Ėduard Nikandrovič Bočarov.

## Trama
La giovane volpe artica Napoleone III, fuggita dall'allevamento di animali da pelliccia, finì nel villaggio di Kovylkino. Dopo di lui, cacciatori, braccianti di animali da pelliccia, un distaccamento di polizia e corrispondenti hanno fatto irruzione nel villaggio. Grazie a un bambino di sei anni, tutto è finito bene e le persone che hanno preso parte all'inseguimento della giovane volpe artica sono tornate ai loro affari.